# یواس‌اس ویلمینگتون (پی‌جی-۸)
یواس‌اس ویلمینگتون (پی‌جی-۸) (به انگلیسی: USS Wilmington (PG-8)) یک کشتی بود که طول آن 251'10" بود. این کشتی در سال ۱۸۹۵ ساخته شد.